# Yucca gloriosa
Yucca gloriosa és una espècie d'arbust de fulla persistent del gènere Yucca. Es pot fer servir com planta d'interior.

## Descripció
És caulescent de 0,5-2,5 m d'alt, normalment amb diverses tiges, en els espècimens adults la base està engruixida, té rizoma, les fulles són erectes, molt punxegudes, de 0,3-0,5 m de llarg i de 2-3,5 cm d'ample, llises.
La inflorescència és paniculada de 0,6-1,5 m d'alt, les flors són campanulades blanques de vegades amb tints porpres o vermells de 3,5 cm de llargada, els fruits són verds i quan maduren són marronosos, indehiscents, 5–8 cm de llarg, 2,5 cm d'amplada, obovat, llavors negres.
Yucca gloriosa creix en les dunes de sorra al llarg de la costa i illes del sud-est dels Estats Units, junt amb Yucca aloifolia i Y. gloriosa var. tristis.
A la Península Ibèrica es comporta com una espècie invasora, tant a zones de clima atlàntic com mediterrani.
Existeixen moltes formes i híbrids. És una planta molt resistent i no presenta danys en els fulles amb una gelada de −20 °C.
Causa irritació en la pell i també al·lèrgies, les fulles poden foradar la pell.